# Мови Сінгапуру

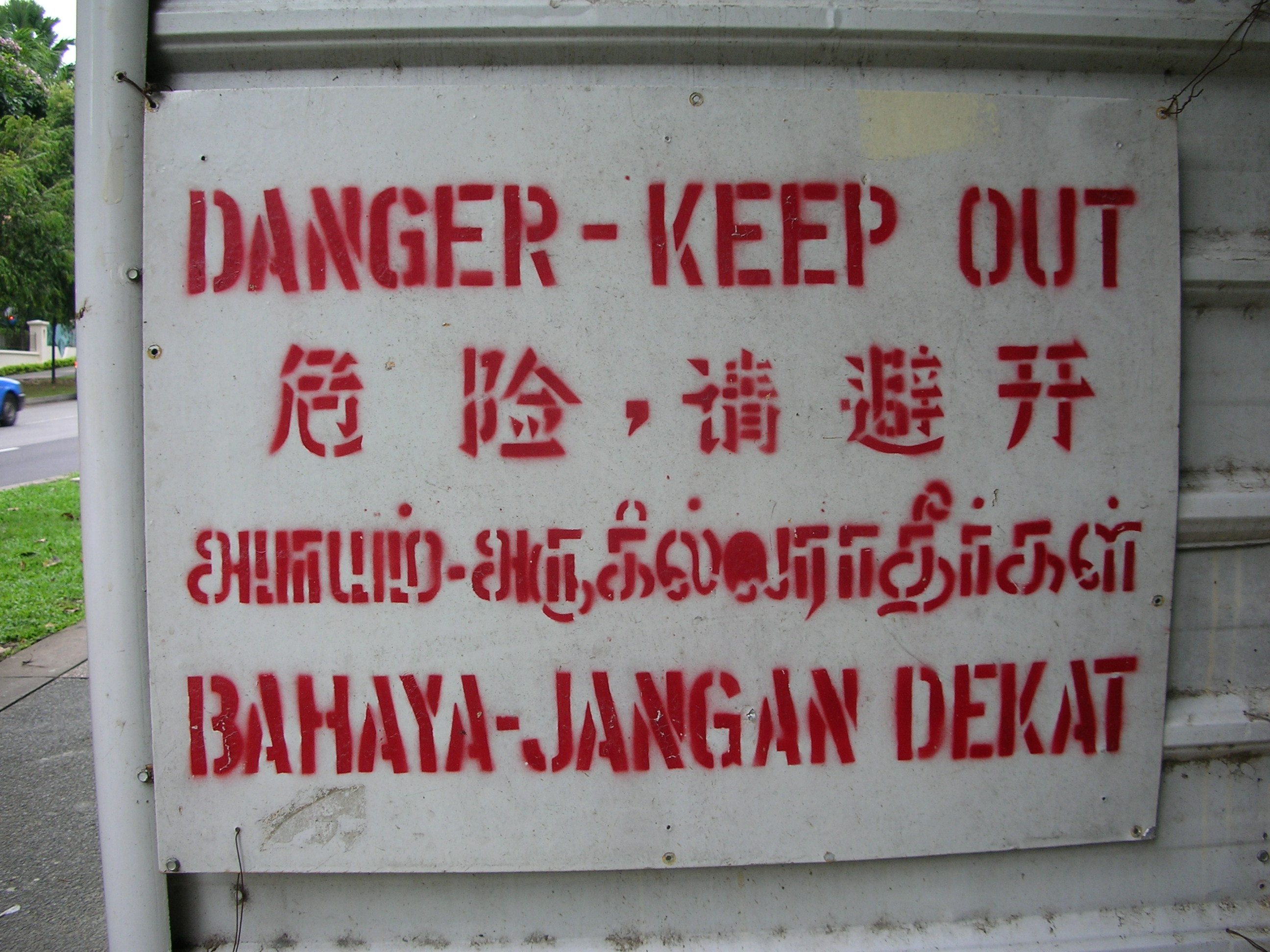
Дорожній знак англійською, китайською (спрощена ієрогліфіка), тамільською та малайською мовами.

Згідно з конституцією Сінгапуру (ст. 153A) офіційними мовами Сінгапуру є англійська, малайська, китайська (путунхуа) і тамільська мови, при цьому малайська мова має додатковий статус національної мови. Офіційну багатомовність і широке поширення інших мов відображає багаторасовий, багатокультурний і багатонаціональний характер Сінгапуру: всього в 2009 році в Сінгапурі було розповсюджено понад 20 мов.
Сінгапур, який був великим торговим центром як за часів колоніалізму, так і в даний час, довгий час привертав вихідців з Азії та інших регіонів світу, мови яких впливали на місцеву мовну ситуацію. Деякі мови відіграють роль лінгва франка і / або є престижними, статус інших мов нижче.
Історично роль лінгва франка і одночасно мови сінгапурської еліти грала малайська мова — мова торгівлі в усьому Малайському архіпелазі. Сьогодні він продовжує використовуватися сінгапурськими малайцями, однак серед інших етнічних груп була витіснена англійською. Лінгва франка китайської діаспори спочатку був фуцзянській діалект, також витіснений до кінця XX століття англійською і путунхуа. Сінгапурський уряд підтримує використання китайської громадою стандартного варіанту китайського, розглядаючи його як міст між різними етнічними групами китайців і як інструмент створення загальнокитайської ідентичності. Зростання економіки КНР в XXI столітті також збільшив популярність путунхуа. З іншого боку, інші діалекти китайського (фуцзянський, чаошанський, хайнанський, хакка і кантонський) розглядаються на урядовому рівні як діалекти. Мовна політика уряду веде до поступового зниження їх популярності.

## Англійська мова
Сінгапурський варіант англійської мови (сингліш) є невід'ємною частиною сінгапурської національної ідентичності. Англійська мова офіційно є основною мовою освіти з усіх предметів за винятком рідної мови.
Англійська була введена в Сінгапур британцями в 1819 році після створення на острові порту і потім колонії. У колоніальний період англійська стала престижною мовою державного управління, законодавства і бізнесу. Її популярність ще більш зросла завдяки широкому розповсюдженню англомовних ЗМІ.
Після отримання в 1959 році самоврядування і в 1965 незалежності сінгапурський уряд вирішив залишити англійську як основну мову, щоб максимально використовувати економічні переваги: в той час англійська вже стала глобальною мовою комерції, технології та науки, і стимулювання її використання було покликане прискорити розвиток Сінгапуру і його інтеграцію в світову економіку.
Крім того, використання англійської мови як лінгва франка послужило мостом, що з'єднує різні етнічні групи Сінгапуру. Значення, що надається англійській мові, виразилося в переході сінгапурських шкіл на англійську мову навчання: в період з початку 1960 до кінця 1970 років число учнів, що надходили в початкові англомовні школи, зросла з 50 % до 90 %. Відвідуваність китайських, малайських і тамільських шкіл постійно падала, школи закривалися. Наньянський університет, який здійснював навчання на китайській мові, незважаючи на протести також перейшов на англійську.
Використання англійської мови в країні різко зросла: в грудні 2009 року міністр освіти Сінгапуру зазначив, що існує зростаюча тенденція використання англійської мови як домашньої. 60 % дітей китайського та індійського, і 35 % малайського походження, що надійшли в 2009 році в початкову школу, розмовляли вдома переважно англійською мовою.
Так як сінгапурське суспільство складається з нащадків іммігрантів з різних областей Азії, рідна мова сінгапурців не обов'язково збігається з переважаючою лінгва франка, наприклад англійською чи навіть мовою даної національності. Протягом багатьох років рідна мова багатьох сінгапурських сімей змінилася під впливом однієї з переважаючих мов Сінгапуру або в результаті мовної політики уряду. У таблиці показано зміну поширеності англійської, путунхуа і інших китайських діалектів в як рідної мови китайського населення Сінгапуру в 1990 і 2000.
| Рідна мова              | 1990 </br> тис. чол. | 2000 </br> тис. чол. | 1990 </br> % | 2000 </br> % | зміна </br> % |
| ----------------------- | -------------------- | -------------------- | ------------ | ------------ | ------------- |
| Китайська (Путунхуа)    | 566,2                | 1008,5               | 30,1         | 45,1         | 78,1          |
| Інші китайські діалекти | 948,1                | 685,8                | 50,3         | 30,7         | -27,7         |
| Англійська              | 363,4                | 533,9                | 19,3         | 23,9         | 46,9          |
| Інші                    | 6,4                  | 7,9                  | 0,3          | 0,4          | 23,4          |
| Всього                  | 1884,0               | 2236,1               | 100,0        | 100,0        | 18,7          |

## Китайська мова
В цілому, лінгва франка китайського населення Сінгапуру є стандартний варіант китайської — путунхуа. Зазвичай його називають просто «китайською мовою» і він вважається рідною мовою сінгапурців китайського походження незважаючи на те, що їхні предки могли говорити на інших китайських діалектах.
Путунхуа було введено в Сінгапурі в 1920 роках, коли китайські школи Сінгапуру (під впливом китайського «Руху за нову культуру») почали переходити на путунхуа. Ще більше таких шкіл було засновано в 1930 і 1940 роках, що призвело до широкого поширення мови.
У 1950 роках Наньянський університет — перший китайський університет в Сінгапурі і за межами Китаю — почав задовольняти потреби сінгапурських китайців у вищій освіті рідною мовою. Освічені китайці перейшли на путунхуа. У 1979 році уряд почав кампанію з пропаганди путунхуа — «Говоріть на хуаюй».
Сьогодні путунхуа розглядається як інструмент збереження загальної ідентичності сінгапурських китайців.

### Інші китайські діалекти
У Сінгапурі також поширені інші китайські мови-діалекти, наприклад, фуцзянський, чаошанський, кантонський, хакка і хайнанський. Фуцзянський діалект був лінгва франка сінгапурських китайців і неофіційною мовою бізнесу аж до 1980 років. Він також широко вивчався малайцями і індусами для спілкування з китайською більшістю.

#### Фуцзянський діалект
Перші носії були мігрантами, які приїхали до Сінгапуру з південних провінцій Китаю, зокрема Фуцзяня. Зараз фуцзянський діалекти поширені в Індонезії, Малайзії і Сінгапурі. У 2005 році цією мовою говорило 17015 сінгапурських сімей. Носії діалекту становлять найбільшу групу китайського населення Сінгапуру.

#### Чаошанський діалект

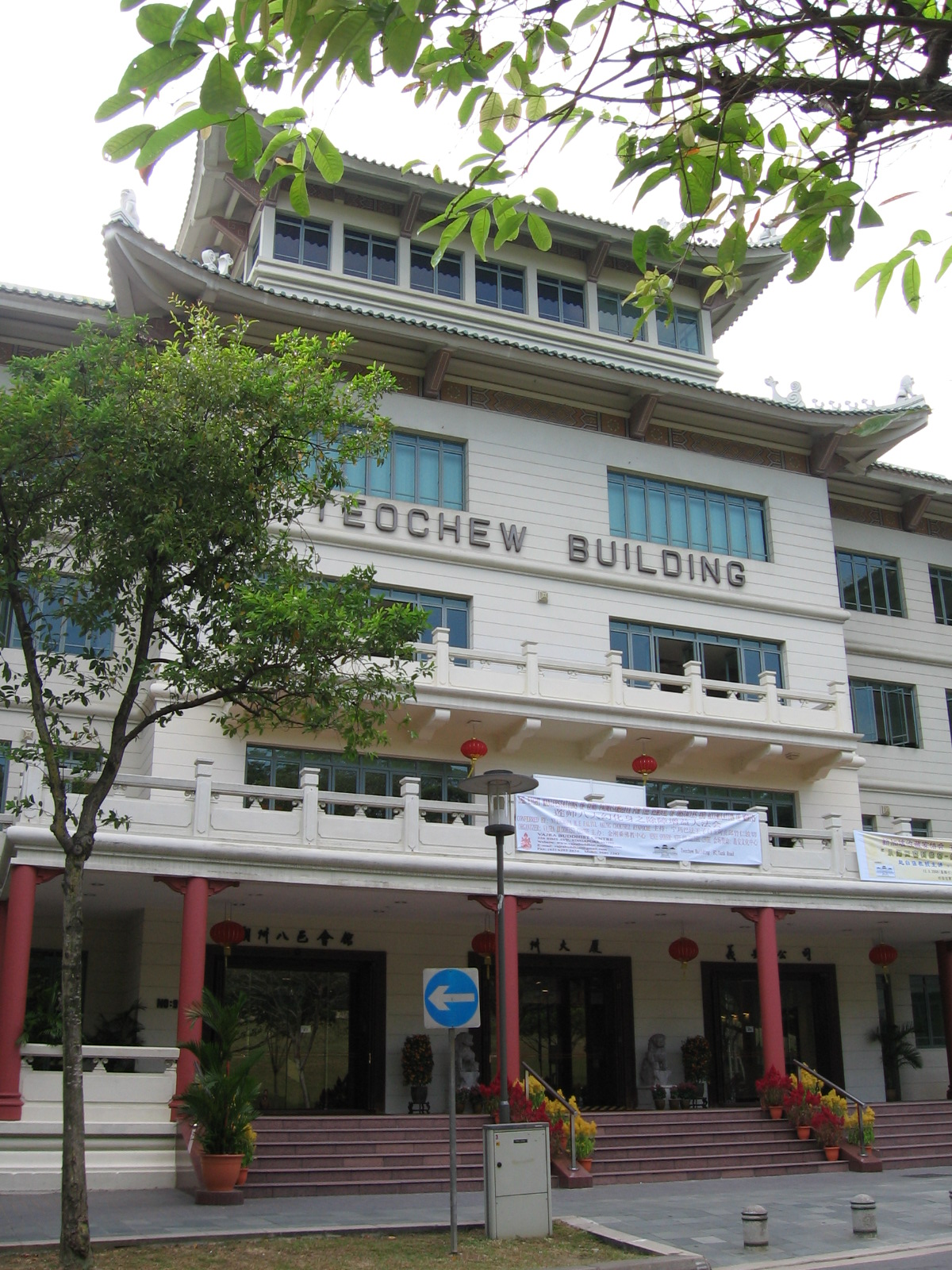
У Чаошанському будинку розташовано «Ngee Ann Kongsi» — об'єднання чаошанських кланів Сінгапуру.

У 2000 році 21 % сінгапурських китайців мало чаошанське походження. Вони є нащадками мігрантів зі східних провінцій Китаю — Чаочжоу, Шаньтоу і Цзеян. У 2005 році чаошанську мову вдома використовувало 115107 осіб.

#### Кантонський діалект
Особи, що розмовляють на кантонському діалекті, складають 15,4 % сінгапурських китайців (2000 рік) — вихідців з південних областей провінції Гуандун. Кантонську мову використовує в побуті 136753 сінгапурців.

#### Хакка
У 2000 році народність хакка становила 7,9 % китайського населення Сінгапуру. На 2005 рік на хакка і інших менш поширених діалектах китайської мови розмовляло 3199 сімей.

#### Хайнанський діалект
Вихідці з Хайнаня (з північно-східної частини провінції) становили в 2000 році 6,7 % китайського населення Сінгапуру. Їх число невелике, і вони включені в 43343 чоловік, які говорять на менш поширених китайських діалектах.

## Малайські мови
Малайська історично була і продовжує залишатися національною мовою Сінгапуру. Малайська спадщина Сінгапуру підкреслюється як ст. 152.1 конституції, в якій зафіксований особливий статус малайців як корінного населення Сінгапуру, так і використанням малайської мови в державному гімні і командах у збройних силах.
Мова поширена в основному серед малайців — корінного населення Сінгапуру. З лінгвістичної точки зору більшість сінгапурських малайців говорить на говірці Джохор-Ріау, поширеній на заході півострова Малакка. Малайською мовою також говорить старше покоління сінгапурських китайців, індусів та європейців.

### Інші діалекти малайської мови
Історично до проголошення в 1965 році незалежності сінгапурці використовували як лінгва франка піджинізованний варіант малайської мови — «базарна малайська» (Bahasa Melayu Pasar), однак після здобуття незалежності дану мову було замінено англійською.
На баба малай — креольській мові на основі малайської, яка виникла під впливом фуцзянського діалекту і «базарної малайської», сьогодні розмовляє приблизно 10000 сінгапурських перанаканів.
Інші малайські мови і діалекти також були поширені в Сінгапурі. До них належать бугійська, мінангкабау, батакська, сунданська, бавеанська і банджарська і інші. Використання цих діалектів згодом знизилося за рахунок поширення бахаса мелаю — стандартної форми малайської мови, поширеної в Сінгапурі, Малайзії і Брунеї і схожою з індонезійською мовою.

## Індійські мови

### Тамільська
У 2010 році особи індійського походження становили 9,2 % населення Сінгапуру. Близько двох третин з них говорили на тамільською мовою і були вихідцями з південно-східного індійського штату Таміл Наду. На 2005 рік близько 38,8 % індусів Сінгапуру розмовляло тамільською вдома: цей показник знизився з 2000 року, коли тамільська мова використовувалася в побуті 45,3 % сінгапурськими індусами.
Мова викладається в школах як рідна, проте в деяких школах предмет відсутній через низький числа учнів тамільської походження. Учні цих шкіл відвідують Umar Pulavar Tamil Language Centre (UPTLC), в якому здійснюється позаурочний викладання тамільської мови на всіх рівнях. Центр був перетворений із закритої в 1975 році George's Tamil Primary School.

### Інші індійські мови
Іншими поширеними індійськими мовами є малаялам, телугу, каннада, хінді, пенджабі та гуджараті. У Сінгапурі діє Hindi Society — найбільша установа по поширенню мови хінді. Навчання мови проводиться в семи центрах хінді, 54 школи беруть участь в Parallel Hindi Programme (PHP). Вони забезпечують повний обсяг освіти на хінді — від дошкільної до доуніверситетської.

## Європейські мови
Крістанг — креольська мова, поширена серед сінгапурських і малайських європейців португальського походження. Мова виникла в результаті запозичення португальськими колоністами слів з малайської, китайської, арабської та індійських мов. Після переходу Сінгапуру під британське управління, популярність крістанга знизилася, так як європейці перейшли на англійську мову. В даний час мова поширена серед осіб старшого покоління.

## Двомовність і багатомовність
Більшість сінгапурців знають англійську мову і одну з чотирьох офіційних мов: наприклад, більшість китайців може говорити англійською і путунхуа. Деякі, особливо особи старшого покоління, можуть говорити малайською і китайською. За заявами урядів Сінгапуру англо-китайська двомовність поширюється, в той час як багатомовність знижується.